# Grosio
Grosio ist eine norditalienische Gemeinde (comune) mit 4294 Einwohnern (Stand 31. Dezember 2023) in der Provinz Sondrio in der Lombardei.

Gemeinde Grosio in der Provinz Sondrio

## Geographie
Die Gemeinde liegt etwa 34 Kilometer nordöstlich von Sondrio an der Grenze zur Schweiz und zur Provinz Brescia. Grosio liegt an der Adda. Wenige Kilometer nordöstlich liegt der Nationalpark Stilfserjoch. Die Nachbargemeinden sind Grosotto, Monno (BS), Poschiavo (CH-GR), Sondalo, Valdidentro, Valdisotto und Vezza d’Oglio (BS).

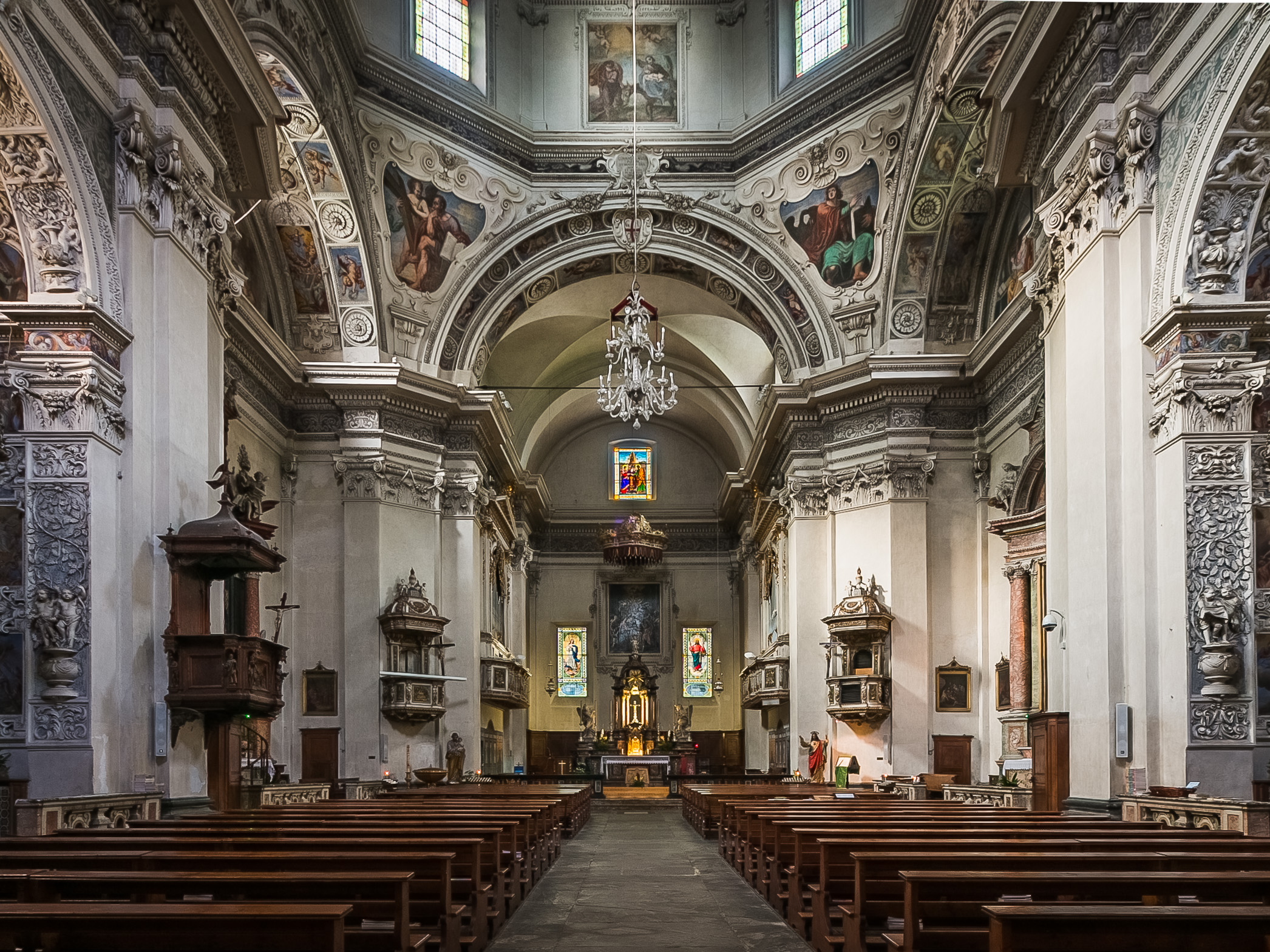
Kirche San Giuseppe

## Sehenswürdigkeiten
- Park der Felsbilder, einer der bedeutendsten Archäologischen Parks des Veltlins
- Kirchen San Giuseppe und San Giorgio
- Villa Visconti-Venosta

## Wirtschaft und Verkehr
Ein Wasserkraftwerk an der Adda erzeugt eine Nutzleistung von mehr als 100 MW. Grosio liegt an der Strada Statale 38 del Passo Stelvio, die vom Comer See kommend zum Stilfser Joch und weiter nach Meran und Bozen führt.

## Gemeindepartnerschaft
Grosio unterhält eine inneritalienische Partnerschaft mit der Gemeinde Lastra a Signa in der Metropolitanstadt Florenz.

## Persönlichkeiten
- Antonio Abbondi genannt Scarpagnino (* um 1470 in Grosio; † 26. November 1549 in Venedig), Baumeister, Architekt und Bildhauer[2]
- Antonio Maria Venusti (1529–1585), Mediziner